# Klindamicin
Klindamicín je linkozamidni antibiotik, ki se uporablja za zdravljenje številnih bakterijskih okužb, med drugim osteomielitisa (okužb kosti) ali okužb sklepov, medenične vnetne bolezni, streptokokne okužbe žrela, pljučnice, akutnega vnetja srednjega ušesa in endokarditisa. Uporablja se tudi za zdravljenje navadnih aken in v nekaterih primerih okužb s proti meticilinu odpornom Staphylococcus aureus (MRSA). V kombinaciji s kininom se lahko uporablja tudi za zdravljenje malarije. Daje se skozi usta (peroralno), intravensko ter topično v obliki kreme ali gela za uporabo na koži ali v nožnici.
Pogosti neželeni učinki so med drugim slabost in bruhanje, driska, izpuščaj in pri intravenski aplikaciji bolečina na mestu injiciranja. Zaradi štirikrat večjega tveganja za pojav bolnišničnega kolitisa, povezanega z antibiotičnim zdravljenjem (ki ga povzroča Clostridium difficile), se zdravljenje priporoča le, če drugi antibiotiki niso primerni. Dosedanji podatki kažejo, da je njegova uporaba med nosečnostjo varna. Spada med linkozamidne antibiotike, ki delujejo protibakterijsko tako, da zavirajo sintezo bakterijskih beljakovin.
Klindamicin so iz linkomicina prvič sintetizirali leta 1966.  Uvrščen je na seznam nujnih zdravil Svetovne zdravstvene organizacije, na katerem so zdravila, bistvena za zagotavljanje osnovne zdravstvene oskrbe. Na trgu so generična zdravila.

## Klinična uporaba
Klimicin se uporablja za zdravljenje številnih bakterijskih okužb, med drugim osteomielitisa (okužb kosti) ali okužb sklepov (zlasti, kadar je povzročitelj Staphylococcus aureus), medenične vnetne bolezni, streptokokne okužbe žrela, akutnega vnetja srednjega ušesa in endokarditisa, okužb obzobnih tkiv, dihal, kože in mehkih tkiv,  peritonitisa in drugih okužb, ki jih povzročajo občutljive bakterije. Pri osebah, preobčutljivih za penicilinske antibiotike, se lahko namesto njih uporabi klindamicin za zdravljenje okužb, ki jih povzročajo občutljive aerobne bakterije.
Uporablja se tudi za zdravljenje navadnih aken. Učinkovit je proti številnim grampozitivnim anaerobnim in aerobnim bakterijam ter gramnegativnim anaerobnim bakterijam. Proti gramnegativnim aerobom ni učinkovit.
Klindamicin je učinkovit tudi proti nekaterim praživalim, kot sta Toxoplasma gondii (povzroča toksoplazmozo) in Plasmodium falciparum (povzroča malarijo). Zato se v kombinaciji s pirimetaminom uporablja za zdravljenje cerebralne toksoplazmoze pri bolnikih z aidsom in v kombinaciji s kininom za zdravljenje malarije, ki jo povzroča Plasmodium falciparum. Učinkovit je tudi proti atipični glivi Pneumocystis jiroveci in se uporablja v kombinaciji s primakinom za zdravljenje pljučnice, povzročene s Pneumocystis jiroveci, pri bolnikih z aidsom.

### Občutljive bakterije
Klindamicin izkazuje največjo učinkovitost proti naslednjim povzročiteljem:
- aerobnim grampozitivnim kokom, vključno z nekaterimi vrstami stafilokokov in streptokokov (npr. pnevmokokom), ni pa učinkovit proti enterokokom;[20]
- anaerobnim, gramnegativnim bacilom, vključno z nekaterimi vrstami Bacteroides, Fusobacterium in Prevotella, vendar se odpornost Bacteroides fragilis proti klindamicinu povečuje.[21]

Večina aerobnih gramnegativnih bakterij (kot so Pseudomonas, Legionella, Haemophilus influenzae in Moraxella) je odpornih proti klindamicinu, prav tako so odporne fakultativno anaerobne enterobakterije. Pomembna izjema je bakterija Capnocytophaga canimorsus, pri kateri je klindamicin zdravilo izbora.
Minimalne inhibitorne koncentracije (MIC) za nekatere klinično pomembne povzročitelje so naslednje:
- Staphylococcus aureus: 0,016 μg/mL – > 256 μg/mL
- Streptococcus pneumoniae: 0,002 μg/mL – > 256 μg/mL
- Streptococcus pyogenes: < 0,015 μg/mL – > 64 μg/mL

## Neželeni učinki
Pogosti neželeni učinki, povezani s sistemsko uporabo klindamicina, ki se pojavijo pri več kot 1 % bolnikov, so: driska, psevdomembranki kolitis, slabost, bruhanje, bolečina v trebuhu, prebavni krči in izpuščaj. Visoki odmerki (tako pri peroralni kot intravenski uporabi) lahko povzročijo kovinski okus v ustih. Pogosti neželeni učinki pri topični uporabi, ki se pojavijo pri več kot 10 % bolnikov, so: suha koža, pekoč občutek, srbež, luskasta koža, luščenje, rdečina in mastna koža (pri uporabi gela ali losjona). Možen je tudi pojav kontaktnega dermatitisa. Pri vaginalni uporabi se lahko  pojavi glivna okužba nožnice.
V redkih primerih (pri manj kot 0,1 % bolnikov) uporabo klindamicina povezujejo z anafilaksijo, motnjami krvnih celic, poliartritisom, zlatenico, povišanjem jetrnih encimov, motenim delovanjem ledvic, srčnim zastojem ali hepatotoksičnostjo.

## Mehanizem delovanja
Klindamicim izkazuje bakteriostatično delovanje (zavira rast in razmnoževanje bakterij), šele v visokih koncentracijah lahko deluje tudi baktericidno. Zavira sintezo bakterijskih beljakovin preko zaviranja ribosomske translokacije, podobno kot delujejo makrolidi. Veže se na rRNA bakterijske ribosomske podenote 50S. Vezavno mesto za klindamicin na ribosomski podenoti 50S se prekriva z vezavnimi mesti za oksazolidinon, plevromutilin in makrolidne antibiotike. Vezava na vezavno mesto je povratna (reverzibilna). Klindamicin je potentnejši od linkomicina.
Določili so rentgensko kristalno strukturo klindamicina, vezanega na ribosom (ali ribosomsko podenoto), pridobljenega iz bakterij Escherichia coli, Deinococcus radiodurans in Haloarcula marismortui. Določili so tudi strukturo sorodnega antibiotika linkomicina, vezanega na ribosomsko podenoto 50S bakterije Staphylococcus aureus.